# Aleiodes javanus
Aleiodes javanus är en stekelart som först beskrevs av Gyöö Viktor Szépligeti 1908.  Aleiodes javanus ingår i släktet Aleiodes och familjen bracksteklar. Inga underarter finns listade i Catalogue of Life.